# Philostorgios
Philostorgios (griech.: Φιλοστόργιος; * um 368 in Borissos, Kappadokien; † nach 433) war ein spätantiker Kirchenhistoriker.

## Leben und Werk
Philostorgios wurde als Sohn des Karterios und der Eulampia um 368 in Kappadokien geboren und stammte vermutlich aus wohlhabenden Verhältnissen. Seine Eltern neigten religiös der homousianischen Richtung zu. Philostorgios selbst bekannte sich später jedoch zur „radikalarianischen“ (eunomianischen) Richtung, die unter Kaiser Theodosius I. geächtet wurde. Der offenbar gebildete Philostorgios ging in jungen Jahren (wohl um 388) nach Konstantinopel, wo er nach 425 seine Kirchengeschichte in griechischer Sprache und einem gelehrten Stil verfasste.
Philostorgios stellt insofern eine Besonderheit unter den spätantiken Kirchenhistorikern dar, als er nicht vom (letztendlich siegreichen) „orthodoxen“ (nicaenischen) Standpunkt aus schrieb, sondern im Gegenteil als eunomianischer Kirchenhistoriker ganz andere Akzente setzte. Die Kirchengeschichte des Philostorgios behandelte in zwölf Büchern die Zeit vom Beginn des Arianischen Streits bis wenigstens 425. Das Werk wurde aufgrund der inhaltlichen Tendenz bald verboten und ist uns daher nicht erhalten, doch erlauben einige Zusammenfassungen, vor allem die des Photios, aber auch in einer anonymen Vita Konstantins des Großen (Bibliotheca Hagiographica Graeca 365), in der Suda sowie in der Artemii Passio wenigstens eine ungefähre Vorstellung von Aufbau und Inhalt des Werks. In der neueren Forschung konnte allerdings nachgewiesen werden, dass Photios den Originaltext nicht immer genau wiedergibt.
Es ging Philostorgios vor allem um die Rechtfertigung seines eunomianischen Standpunkts, wofür er in einem gelehrten, argumentativen Stil warb. Wiederholt unterscheiden sich seine Schilderungen von den erhaltenen christlichen „orthodoxen“ Quellen: Er führt die Ursache des arianischen Streits mehr auf persönliche Differenzen als auf abweichende Lehrmeinungen zurück. Abweichend ist auch seine Beurteilung Kaiser Konstantins, den er in den ersten beiden Büchern der Kirchengeschichte behandelte. Philostorgios griff dabei teilweise auf Material paganer (heidnischer) Autoren zurück und stilisierte Konstantin anachronistisch zum Vorkämpfer der eigenen, radikalarianischen Sache. Ebenso räumte Philostorgios hier auch etwa Eskapaden am Kaiserhof breiten Raum ein. Philostorgios lobte auch die Kirchengeschichte des Eusebios von Kaisareia, dessen dogmatischen Standpunkt im arianischen Streit er aber nicht teilte. 
Obwohl Philostorgios die paganen Kulte verabscheute, bekannte er sich doch zum klassischen kulturellen Erbe. Sein Werk ist, ganz in der Tradition Herodots und der folgenden klassizistischen Geschichtsschreiber, mit gelehrten Exkursen zu Geographie oder Naturgeschichte angereichert. Auch stilistisch scheint sein Werk ansprechend gestaltet gewesen zu sein. Andererseits führte er aber Naturereignisse auf göttliches Einwirken zurück oder bezeichnete die Krankheit von Personen, denen er feindselig gesinnt war, als göttliches Werk. Philostorgios berücksichtigte relativ stark die Profangeschichte. Sein Werk enthält zahlreiche wichtige und zuverlässige Informationen; so beispielsweise zu Julian, wo er stellenweise als Korrektiv zur tendenziös-positiven Schilderung des Ammianus Marcellinus dienen kann. Philostorgios gab, ähnlich wie etwa Sozomenos, offizielle Dokumente nicht im Wortlaut wieder, sondern referierte stattdessen deren Inhalt. 
Als Quellen dienten ihm mehrere, teilweise nicht erhaltene Darstellungen (wie eine verlorene Kirchengeschichte, in der Forschung als „anonymer homöischer Historiker“ bezeichnet) und wohl auch pagane Werke. Es lassen sich teils Gemeinsamkeiten, aber auch Unterschiede zur Schilderung bei Ammianus Marcellinus ausmachen; insgesamt ist mit mehreren Quellensträngen zu rechnen, die Philostorgios genutzt hat. Des Weiteren scheint er auf Konzilsakten, Briefe von religiösen Würdenträgern und Kaisern sowie offenbar auch eigene Erfahrungen zurückgegriffen zu haben.
Das Werk hat seit einiger Zeit wieder das Interesse der Forschung geweckt, wie eine im Juni 2006 in Straßburg durchgeführte Konferenz belegt, deren Ergebnisse in gedruckter Form vorliegen. In der neueren Edition von Bruno Bleckmann und Markus Stein (2015) spiegelt sich in der Einleitung und im umfassenden Kommentar der bis dahin erreichte Forschungsstand wider.

## Ausgaben und Übersetzungen
- Joseph Bidez: Philostorgius. Kirchengeschichte. Mit dem Leben des Lucian von Antiochien und den Fragmenten eines arianischen Historiographen. 3. Auflage, bearb. von F. Winkelmann. Berlin 1981 (grundlegende Textausgabe mit ausführlicher Einleitung; Digitalisat).
- Bruno Bleckmann, Markus Stein (Hrsg.): Philostorgios Kirchengeschichte (= Kleine und fragmentarische Historiker der Spätantike. E 7). 2 Bände. Ferdinand Schöningh, Paderborn 2015, ISBN 978-3-506-78199-4 (kritische Edition mit Übersetzung und einem umfangreichen Kommentar; Einleitung und Originaltext (ohne Übersetzung und Kommentar) online).
- Philip R. Amidon (Hrsg.): Philostorgius. Church History. Society of Biblical Literature, Atlanta 2007 (englische Übersetzung mit Einleitung und Kommentar).